# ND Soft Stadium Yamagata
O ND Soft Stadium Yamagata é um estádio localizado em Yamagata, no Japão, possui capacidade total para 20.315 pessoas, é a casa do time de futebol Montedio Yamagata, foi inaugurado em 1991.
O maior estádio de Yamagata foi renomeado em julho de 2007, quando a ND Software Co., Ltd. comprou os direitos de nome.

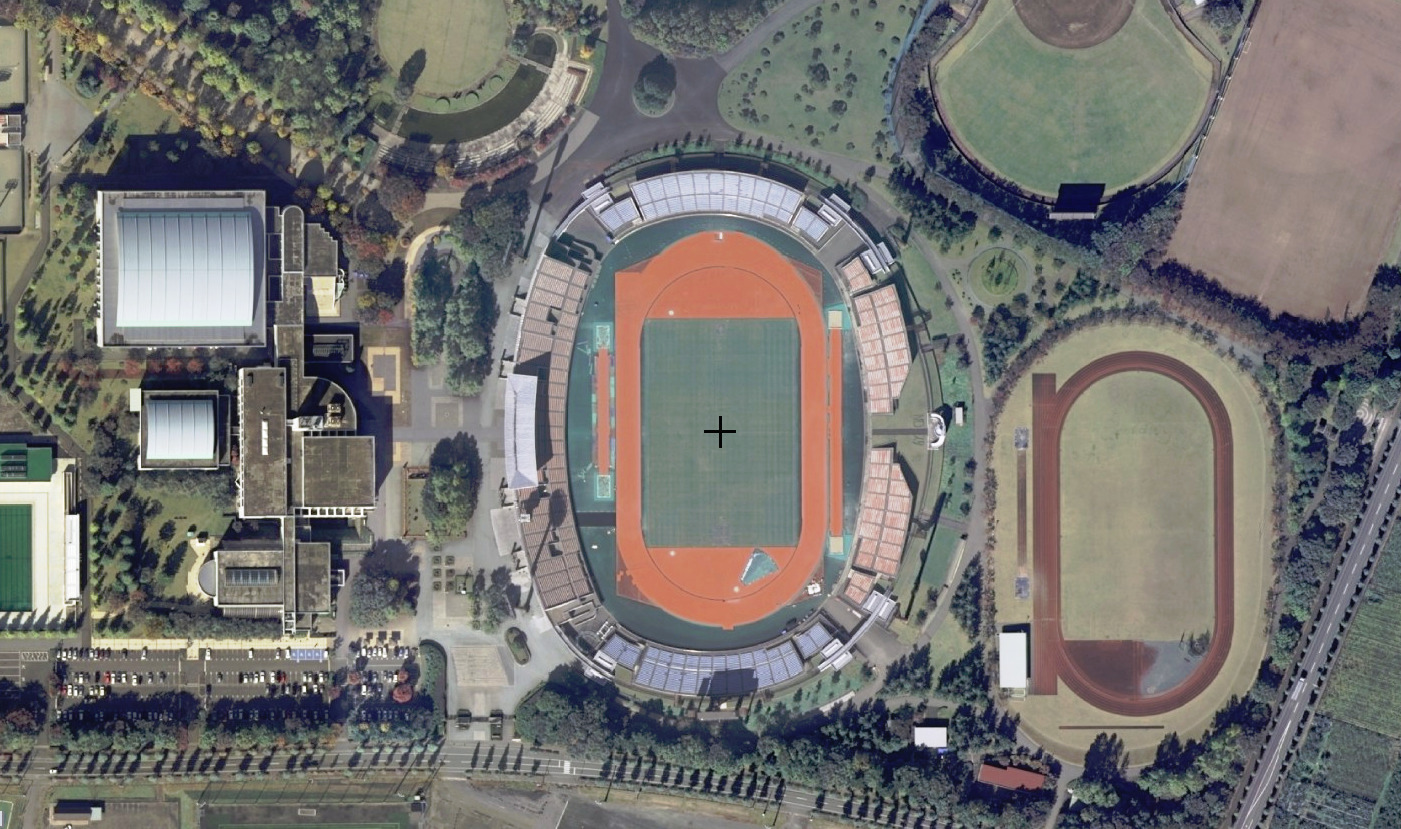
Visualização de satélite